# Martynivka
Martynivka (en ukrainien : Марти́нівка) est un village du raïon de Tcherkassy, en Ukraine. Sa population s'élevait à 1 324 habitants en 2016.

## Géographie
Il est travers par la rivière éponyme, affluent de la Rossava.

## Histoire
C'est dans ce village que fut trouvé le trésor de Martynivka.

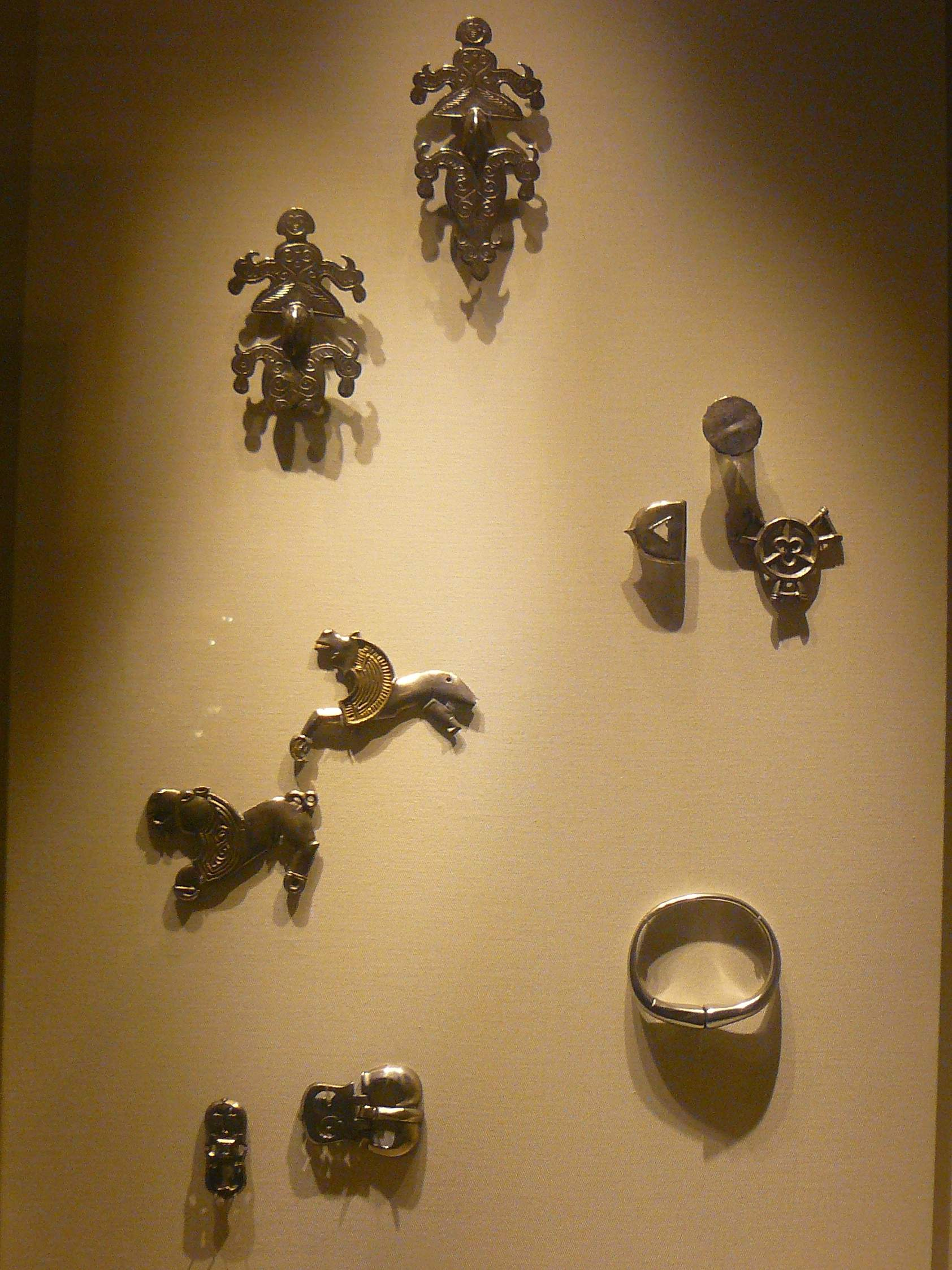
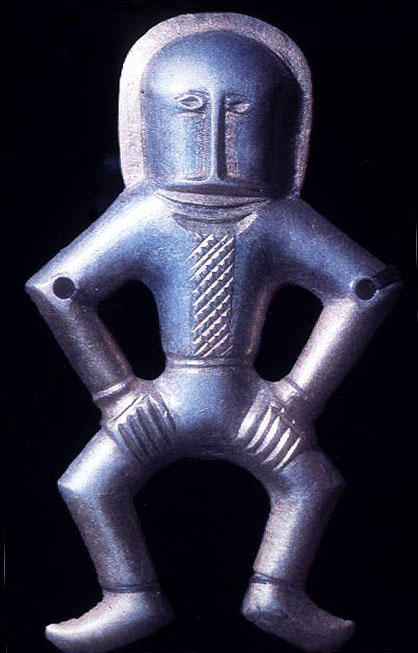
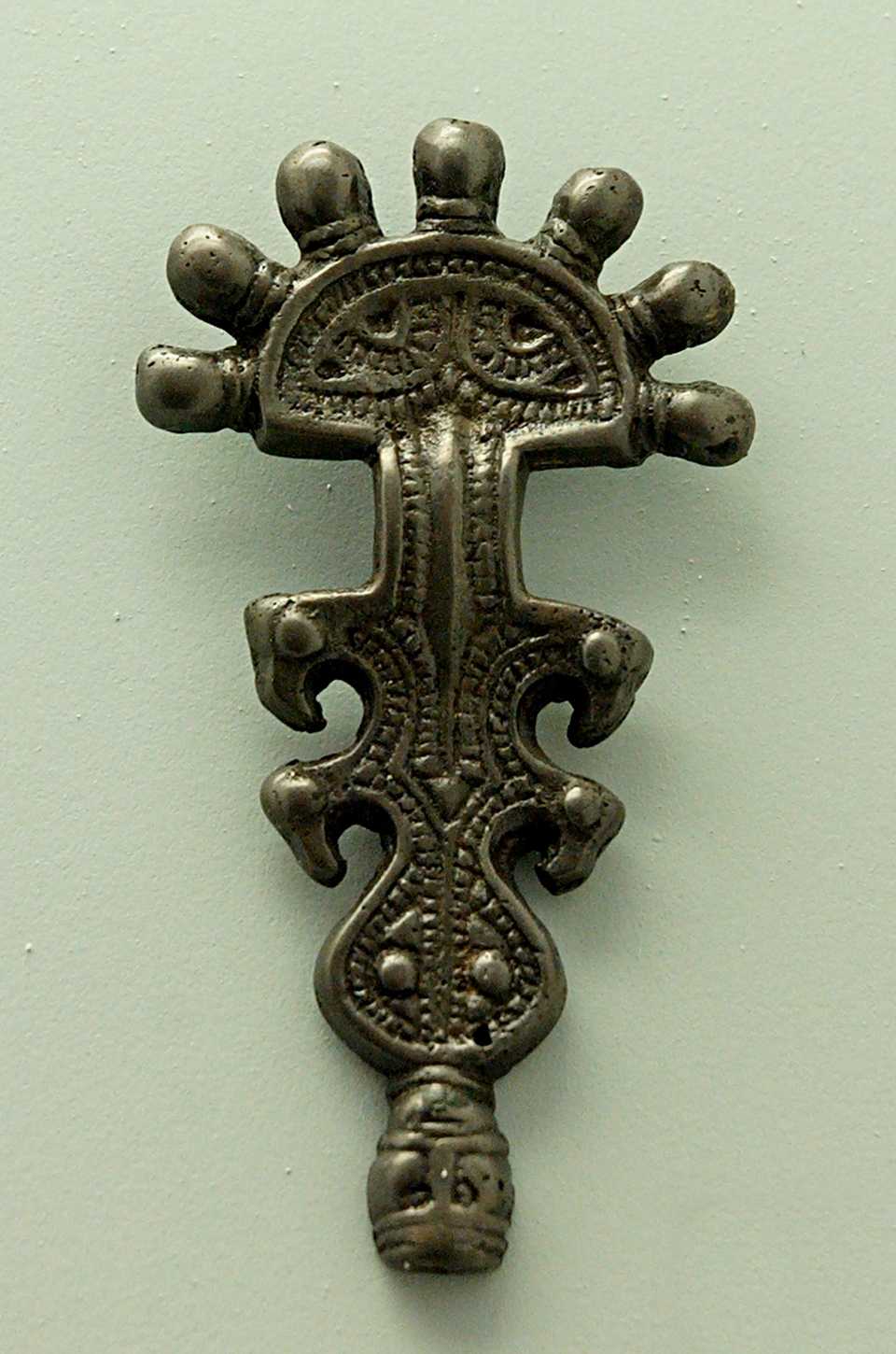

## Personnalités

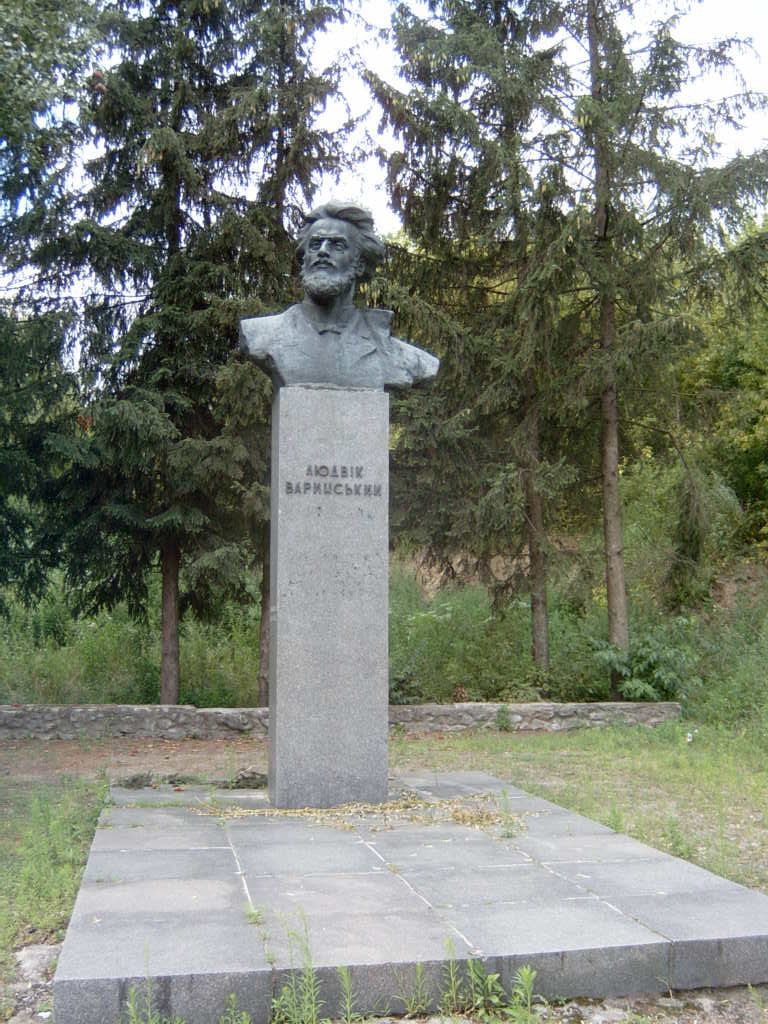
Buste de Ludwik Waryński.

Ludwik Waryński (1856-1889), socialiste né à Martynivka.